# Allocotidus bruesi
Allocotidus bruesi är en stekelart som beskrevs av Muesebeck 1963. Allocotidus bruesi ingår i släktet Allocotidus och familjen Stigmaphronidae. Inga underarter finns listade i Catalogue of Life.